# 飯塚市立二瀬中学校
飯塚市立二瀬中学校（いいづかしりつ ふたせちゅうがっこう）は、福岡県飯塚市伊岐須にある公立中学校。

## 沿革
- 1947年（昭和22年） - 開校。
- 1962年（昭和37年） - プールと体育館が完成。
- 2006年（平成18年） - 校舎の改修工事が行われる。

## 部活動
運動部
- 野球部
- サッカー部
- バスケ部（男・女）
- バレー部（男・女）
- 卓球部（男・女）
- 水泳部
- 陸上部
- 剣道部

文化部
- パソコン部
- 美術部
- 放送部
- 吹奏楽部

## 通学区域
飯塚市立伊岐須小学校の校区全域と、飯塚市立片島小学校の校区の一部。
なお、2016年度の入学生からは、飯塚市立片島小学校の校区は通学区域ではなくなる予定。

## 学校の状況
- - すぐ隣に伊岐須小学校と伊岐須幼稚園、つくしんぼ保育園(旧:相田保育所)がある。
- 飯塚都市圏に位置することから、高宮の森や建花寺川など自然に恵まれている。
- 飯塚市では子供の数が２番目に多く、部活動が非常に盛ん。
- 国際交流が非常に盛んで九州を代表するキャリア教育校である。
- 体力測定の記録も全国トップレベルで指導書、教科書にも載る。
- 2018年度卒業生はキャリア教育実習修了生
- 隣にある国立九州工業大学との連携教育も行っている

## 交通アクセス
- 西鉄バス：伊岐須小学校前下車（西相田行き）徒歩約3分、伊岐須小学校下車（坂ノ下行き）徒歩約4分